# پاوول مولنار
پاوول مولنار (چکی: Pavol Molnár؛ زادهٔ ۱۳ فوریهٔ ۱۹۳۶) یک بازیکن فوتبال اهل چکسلواکی است.
از باشگاه‌هایی که در آن بازی کرده‌است می‌توان به باشگاه فوتبال اسلوان براتیسلاوا اشاره کرد. وی سابقه ۲۰ بازی برای تیم ملی فوتبال چکسلواکی در کارنامه دارد.